# Louis-Henry Lemirre
Louis-Henry Lemirre, född 8 april 1929, död 1 augusti 2000, var en fransk bågskytt. Han deltog vid olympiska sommarspelen 1972.